# MBC 뉴스패트롤
《MBC 뉴스패트롤》은 부산MBC 표준FM에서 방송했던 뉴스 프로그램이다. 2018년 12월 16일을 끝으로 종방하였다.

## 앵커
- 서준석

## 동시간대 경쟁 프로그램
- 굿모닝 부산 (KBS부산 제1라디오)